# 平革菌属
平革菌属（学名：Ginnsia）是刺革菌目下的一个属。科的地位未定。

## 下属物种
本属包括以下物种：
- 葡萄生平革菌 Ginnsia viticola (Schwein.) Sheng H.Wu & Hallenb.